# Échouage des mammifères marins

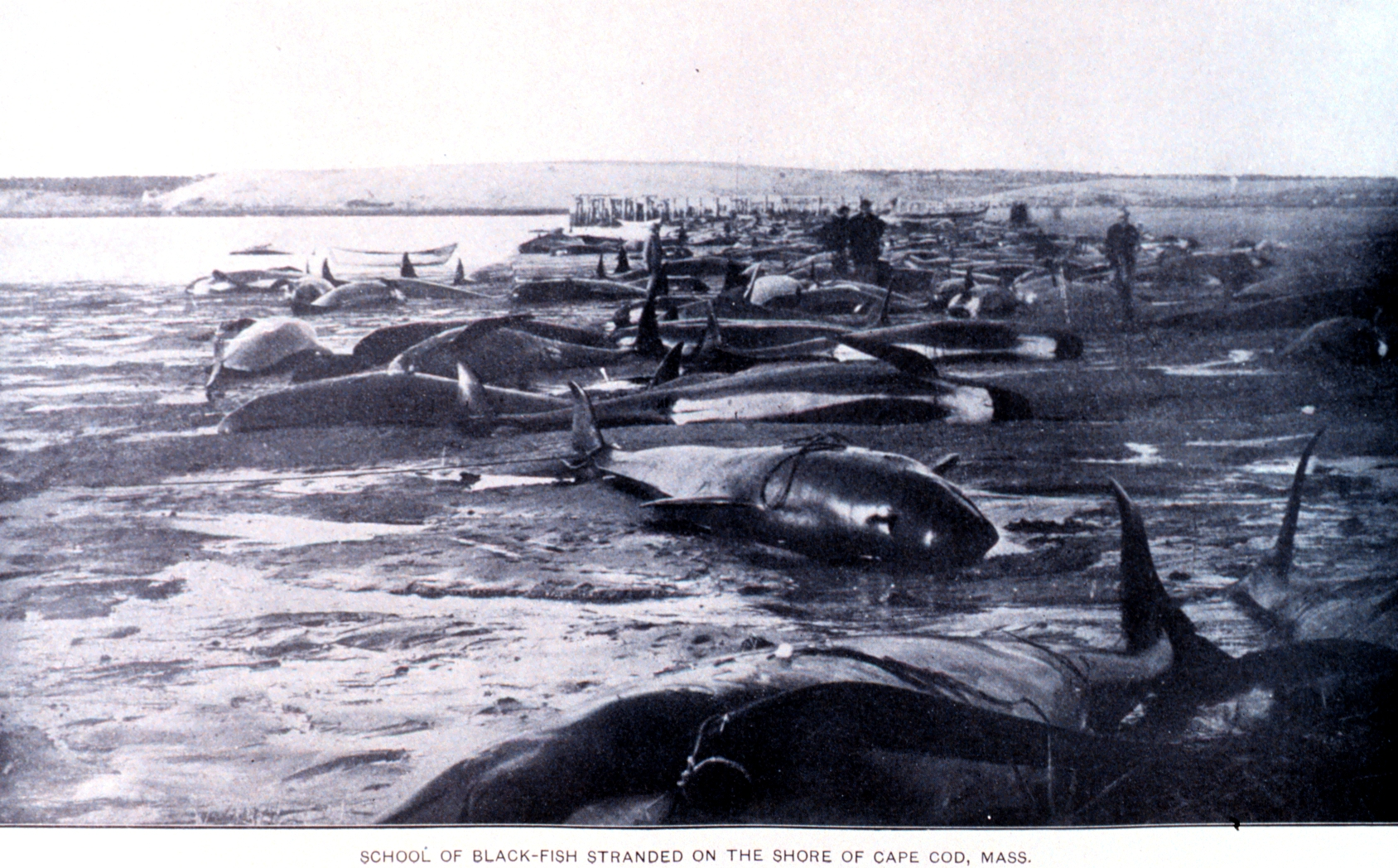
Un échouage massif de globicéphales sur les rives du Cap Cod (Massachusetts, États-Unis), en 1902.

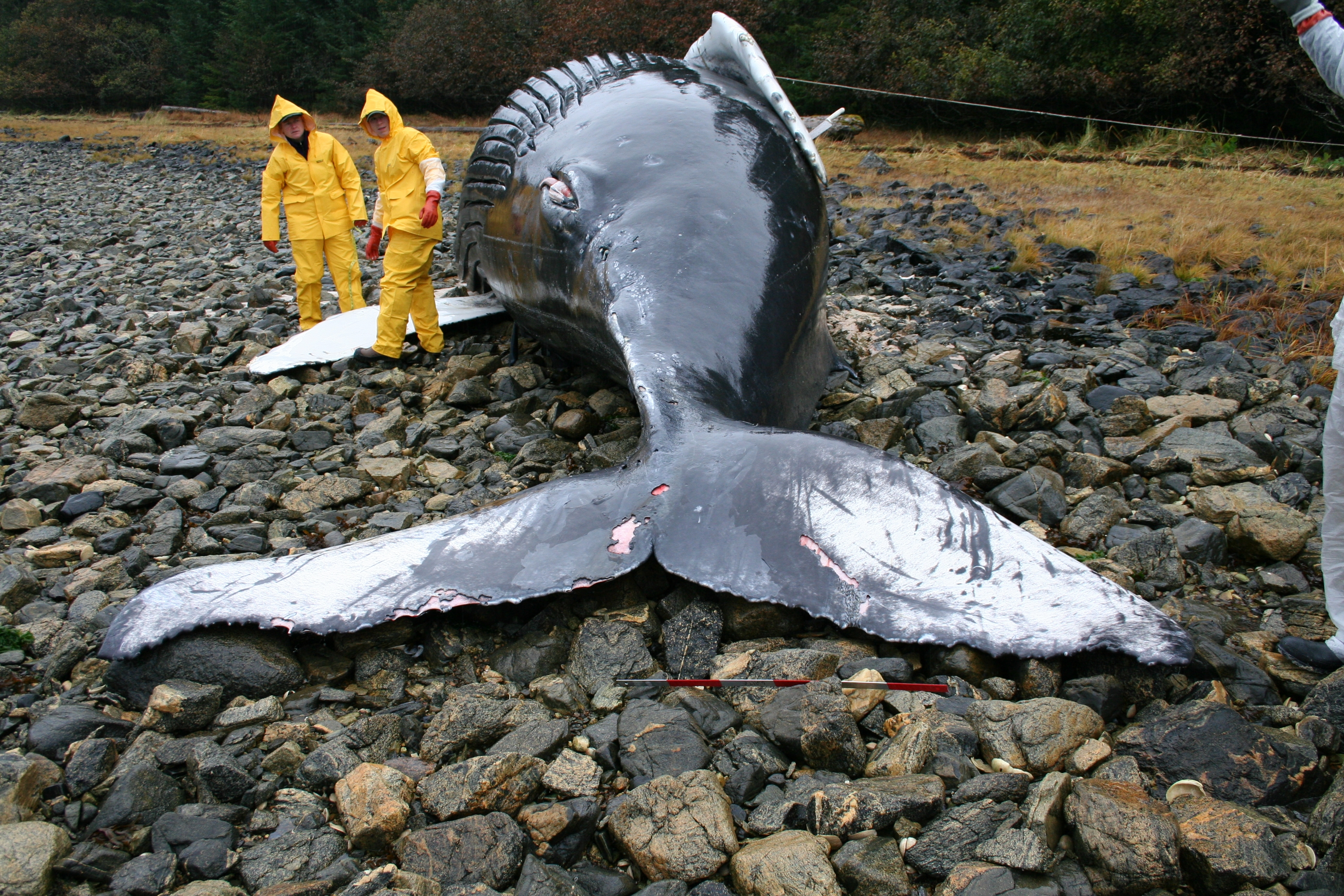
Une baleine à bosse échouée sur une plage de l'île Baranof (Alaska, États-Unis).

L'échouage des mammifères marins est la dérive de cétacés et pinnipèdes, vivants ou morts, sur les plages et bancs de sable d'une côte.
La cause des échouages fait toujours l'objet de recherches. Une des causes serait liée à des conditions météorologiques exceptionnelles entraînant une fatigue extrême ou bien due à une détérioration de l'état sanitaire de l'animal. L'autre cause serait d'origine humaine : intoxication d'un maillon de la chaîne alimentaire, perturbation des sonars d'écholocalisation, famine liée à la surpêche, etc.
Un échouage vivant est suivi, dans les pays équipés, d'une intervention pour renflouer l'animal (cas particulier des échouages massifs) et l'aider à rejoindre des eaux plus profondes, ou, si son état le nécessite, d'une hospitalisation dans des infrastructures adaptées.

## Causes

### Naturelles

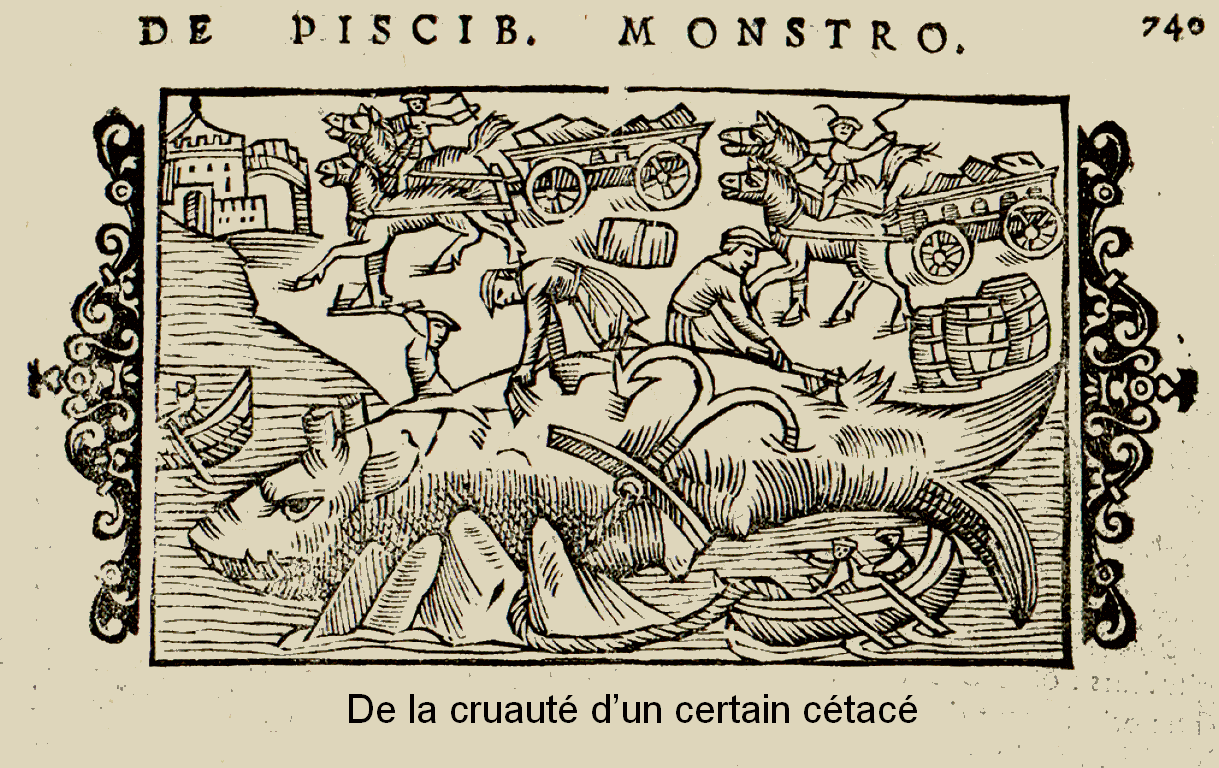
Dépeçage d'un cétacé échoué en Scandinavie, image de 1555.

Les échouages de cétacés peuvent être le fait d'animaux épuisés, soit par des conditions météo exceptionnelles (tempête en mer durant plusieurs jours), soit par des maladies diverses. Ainsi, certaines épizooties sont à l'origine d'importants échouages, par exemple le Morbillivirus (Dolphin Morbillivirus ou DMV) qui a frappé les dauphins bleus et blancs (Stenella coeruleoalba) de Méditerranée au cours des années 1990 et 2000,,.
On a avancé que les tempêtes solaires qui perturbent le champ magnétique terrestre pourraient provoquer à leur tour la désorientation. En effet, on a décelé dans la dure-mère des méninges des animaux la présence de magnétite liée à des neurones. Selon cette hypothèse, certains cétacés pourraient s'orienter en fonction du champ magnétique terrestre (de façon analogue au sens de l'orientation notamment des tortues, des oiseaux et de la langouste), et donc être désorientés.

### Humaines

#### Pollution sonore
Une hypothèse est que certains bruits propagés sous l'eau peuvent désorienter les cétacés ou interagir négativement avec leur système d'écholocation, et que des bruits violents peuvent les rendre plus ou moins sourds (exercices militaires, explosions utilisés pour les sondages, certains sonars). Des travaux sont en cours pour mieux évaluer l'impact de la pollution sonore des océans sur les cétacés. Le laboratoire de bioacoustiques de l’Université polytechnique de Catalogne a créé un système portable d'évaluation de la perte d’audition des cétacés, évitant de devoir stresser et déplacer les animaux pour ce test. Un diagnostic des risques pour la survie des cétacés échoués pourra se faire in situ. Comme tous les animaux évolués, une exposition chronique au bruit peut affecter l'audition des cétacés. L'université de Catalogne a montré que certaines sources humaines de bruits marins augmentaient le nombre de collisions entre ces mammifères marins et des bateaux. On cherche maintenant à comprendre pourquoi et comment réduire ce risque, d'autant que le bruit est de plus en plus utilisé par les pingers pour éloigner marsouins et dauphins des filets de pêche. Plusieurs équipes de recherche travaillent également sur des solutions destinées à éviter les interactions entre cétacés et obstacles d’origine humaine, tels que par exemple des filets de pêche.
En mai-juin 2008, un échouage massif d'une centaine de dauphins d'Électre a lieu à Madagascar. Les causes avancées par les spécialistes sont épidémie, intoxication naturelle ou humaine, événement océanique ou météorologique mais aussi l'hypothèse que ce soient les sonars d'un bateau de recherche pétrolière de la société ExxonMobil parti la veille des échouages,.

#### Chasse
Certaines techniques de chasse pourraient favoriser l'échouage de groupes de mammifères marins, comme en témoigne l'explorateur écossais Martin Martin à propos d'un échouage de baleines en 1711 : « Il y a beaucoup de baleines de différentes tailles qui fréquentent la baie des Harengs sur la côte Est (de l'île de Lewis) ; les natifs, ensemble, emploient beaucoup de bateaux dans la poursuite de ces baleines, les pourchassant pour qu'elles entrent dans la baie, jusqu’à ce qu'ils blessent mortellement l'une d’entre elles et alors elle va s'échouer ; et ils disent que toutes les autres suivent la trace de son sang et s'échouent elles aussi de façon analogue. Il y a 5 ans environ 50 baleines furent tuées de cette façon, et la plupart mangées par le peuple qui par expérience les trouve très nourrissantes. C'est ce que m'ont assuré plusieurs personnes, mais particulièrement par des gens pauvres et maigres qui sont devenus dodus et vigoureux par cette nourriture en l'espace d'une semaine : ils l’appellent porc marin car c'est ainsi qu'on le traduit de leur langage (gaélique) ».

## Échouages dans des fleuves

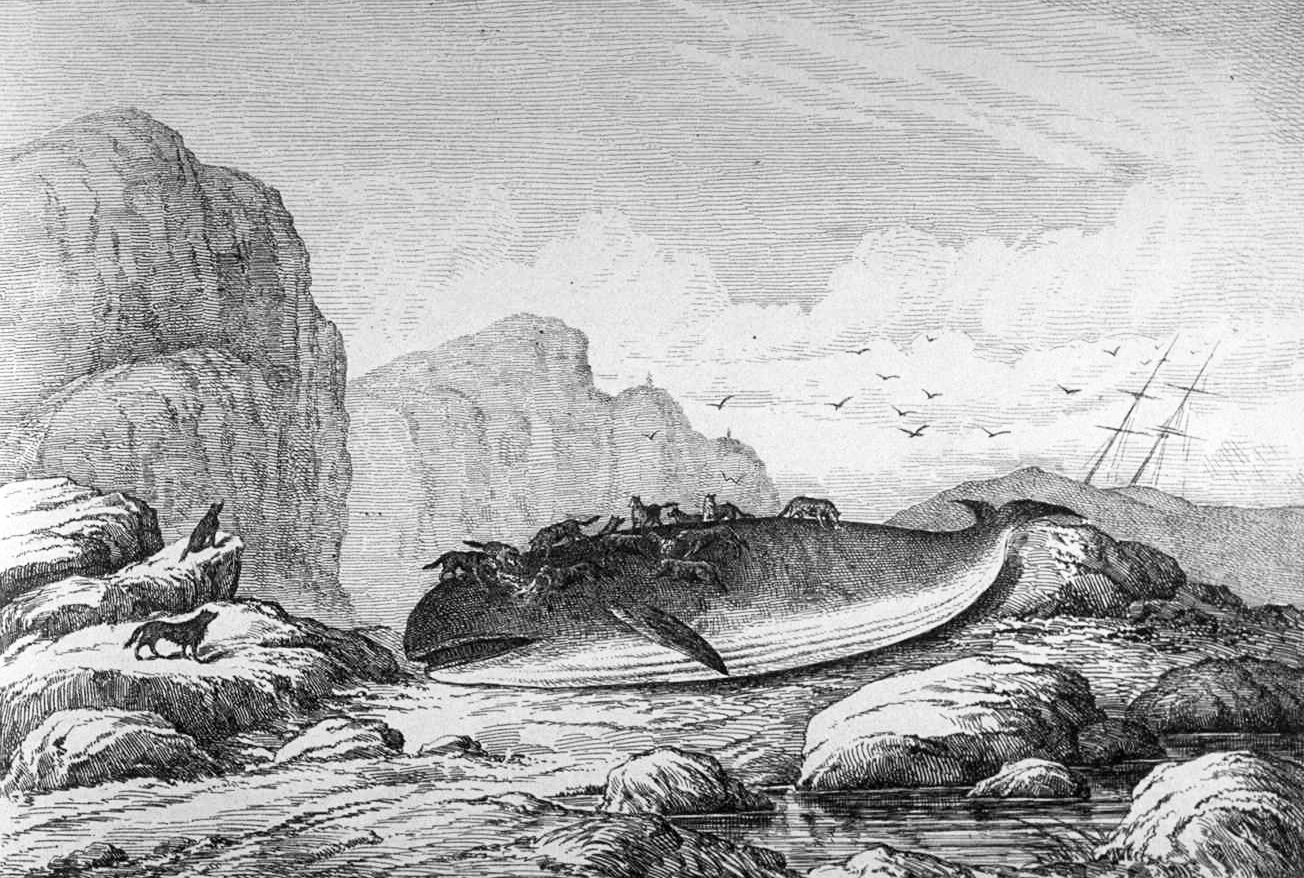
« Baleine dévorée par des loups » (1871), gravure tirée de L'opinion publique périodique montréalais.

Les cétacés se serviraient des lignes du champ magnétique terrestre (CMT) comme amers lors de leurs déplacements. Ils utiliseraient également le CMT comme repère pour « caler » leur horloge biologique. Anomalies, tempêtes, ou lignes perpendiculaires à la côte seraient autant de paramètres susceptibles de perturber la trajectoire des animaux. Dans les groupes de cétacés hiérarchisés et/ou à forte cohésion sociale, si le meneur d'un groupe « perd la boussole », le groupe entier se retrouve en danger. Les ondes des sonars utilisés par l'armée ou les détonations des canons à air (prospection sismique gazière et pétrolière), sont, quant à elles, responsables de fractures d'organes, à l'origine d'hémorragies internes. Ceux-ci en meurent sont souvent victimes d'une longue agonie et parfois retrouvés échoués sur les côtes. Les vagues de chaleur océaniques affectent aussi certains cétacés alors plus nombreux à s'échouer.
En 1989 à Port-la-Nouvelle, sur la plage du Rouet, une baleine s'est échouée, récupérée par Jean-Louis Fabre, on peut la voir au Domaine de Jugnes.
Le 20 janvier 2006, une baleine surnommée « Baleine de la Tamise » est apparue dans le fleuve londonien. Elle a nagé jusqu'à l'Albert Bridge, avant que des experts essaient de la reconduire jusqu'à la Mer du Nord. Elle est néanmoins morte le 21 janvier dans la soirée.
Le 13 novembre 2007 une baleine de 5 m, probablement Balaenoptera acutorostrata, est rencontrée échouée à proximité du hameau de Piquituba en Amazonie centrale sur le fleuve Tapajos (fleuve claire, affluente du Rio Amazone) à plus de 1 000 km de l’embouchure de l'Amazone. Elle poursuit sa route et s'échoue de nouveau près du hameau de Jaguarituba, où elle est blessée à l'abdomen par un curieux. Blessée et stressée par l'incessant ballet d'embarcations autour d'elle, elle fuit de nouveau et meurt le 20 novembre, avant le début de l'opération de sauvetage, à São José, sur le rio Arapiuns, affluent du Tapajós,.

## Interventions humaines sur échouages de cétacés
Les échouages sont des urgences médicales absolues qui nécessitent des équipes de sauveteurs, vétérinaires spécialisés, et tout protagoniste formé à ce genre de situation. En France, c'est un programme de sciences participatives, le Réseau National d’Échouages (RNE), qui est chargé de l'intervention et de la collecte des données, la coordination étant assurée par l'observatoire Pelagis du CNRS. Créé en 1970 par le docteur Raymond Duguy, le RNE est composé d'environ 500 correspondants et plusieurs centaines de bénévoles.
Les interventions sur des animaux vivants représentent des risques pour la sécurité et la santé des animaux et des sauveteurs. Pour les animaux, la détresse et le stress engendrés par l'échouage peuvent mener à des comportements imprévisibles et dangereux (par exemple des coups de queue d'une grande force). Les sauveteurs doivent gérer la fatigue et le stress. De même, les risques sanitaires et de transmission de maladie entre l'homme et l'animal sont réels. En cas de découverte d'animaux échoués, vivants ou morts, il ne faut pas intervenir et contacter les autorités.
Des formations existent à travers le monde pour apprendre à intervenir en cas d'échouages, notamment en Nouvelle-Zélande avec l'association Project Jonah (en).

## Techniques pour l'élimination des carcasses
Les carcasses représentent des risques sanitaires considérables (développement de bactéries...), mais aussi des risques sécuritaires (risques de collisions pour des carcasses flottantes, ou explosion par accumulation des gaz lors de la décomposition). Plusieurs techniques existent :

### Équarrissage
L’équarrissage des animaux morts est la méthode la plus fréquemment employée pour évacuer les cadavres volumineux. Il consiste en la découpe de la carcasse, hors de l'eau, puis en l'acheminement en centre d'équarrissage. Cette technique présente de nombreux inconvénients, dont des risques sanitaires.

### Explosion de baleine
Des explosions spontanées, ou provoquées afin d'éliminer le cadavre, ont été recensées dans l'histoire et sont devenues célèbres grâce à internet. En France, au regard des risques sécuritaires engendrés par cette technique, ce sont les services de l’État qui pilotent ce genre d'opérations.

### Immersion de carcasse
Une autre technique récente, consiste en l'immersion au fond des océans des carcasses. Cette formidable quantité de matière organique retournant à l'écosystème représente un bénéfice énorme pour les espèces des profondeurs. De même, le suivi de la décomposition représente un très grand intérêt scientifique, avec dans certains cas, la découverte de nouvelles espèces (notamment de micro-organismes). Cette technique réclame une certaine logistique, mais est sûrement une des plus sécuritaires.

### Enfouissement et décomposition naturelle
Dans certaines régions et pour certains peuples, les cétacés sont inscrits dans la culture, les croyances et les mythes. Les animaux seront donc enterrés, parfois même accompagné de cérémonies (par exemple pour les Maoris en Nouvelle-Zélande).
Dans d'autres régions peu peuplées, les carcasses sont laissées à l'abandon et se décomposent naturellement.

## En France
En France où tous les mammifères marins sont protégés par la loi, le nombre des échouages tend à augmenter et leurs causes sont souvent encore mal comprises, et probablement multifactorielles. Selon les études faites à partir d'animaux marqués et à partir de l'étude de dérive des carcasses emportées par les courants, environ 8 % des animaux morts en mer finissent par s'échouer.
Depuis le début des années1970 en métropole, puis à partir des années 1990 en outremer, les échouages de mammifères marins sont suivis, répertoriés et étudiés par le « Réseau National d'Échouages » (RNE), coordonné par l’Observatoire PELAGIS (ex-Centre de Recherche sur les Mammifères Marins) hébergé par le CNRS à La Rochelle. Les échouages ont régulièrement augmenté de 1980 à 2012, pour un total de 17 054 animaux échoués et signalés ; Ce sont presque toujours des cétacés  morts en pleine mer (de causes naturelles ou accidentelles) et déposés par les courants sur le littoral. C'est le  dauphin commun qui est le plus souvent retrouvé (mort, souvent après capture accidentelle), alors qu'il s'agit d'une espèces qui semble en rapide régression : (- 5,5 % / an). Leur nombre pourrait être divisé par cinq en 30 ans et l'espèce conduite à risquer l'extinction dans environ 100 ans.
Le nombre de marsouin commun, grand dauphin, phoque gris et phoque veau-marin trouvé échoués a aussi significativement augmenté depuis la fin des années 1990. En 1993, seuls le phoque veau-marin et le phoque gris sont classés avec un statut global jugé « favorable ». Le cachalot est classé espèce menacée par l'Union Internationale pour la Conservation de la Nature (UICN), et vulnérable en France et dans le monde alors que le rorqual commun est jugé quasi menacé de disparition en France.
« Avec 1 036 échouages, le résultat de l’année 2011 est le plus important jamais enregistré »
« (…) La façade atlantique regroupe les trois quarts des échouages enregistrés depuis 1980. En Manche – mer du Nord, les départements du Nord, du Pas-de-Calais et de Picardie sont les plus concernés. Ceux-ci sont principalement concentrés sur le littoral des Landes, du Finistère, de la Gironde, de la Charente-Maritime, de la Vendée et du Morbihan. ».
La surpêche des eaux côtières et du large peut affecter les cétacés en les privant d'une partie de leur nourriture, ainsi que par les filets ou le dérangement des animaux lors de leurs chasses, de leur migration ou de leur reproduction. Les écosystèmes marins sont en outre dégradés par de nombreux polluants moins visibles que les marées noires mais plus actifs à faibles doses (pesticides, dioxines, PCB, perturbateurs endocriniens, mercure, plomb, cadmium, etc.). Les accidents semblent fréquents : ainsi « 50 % des marsouins échoués sur les côtes normandes en 2006 présentaient des traces de capture accidentelle d’un engin de pêche (CRMM, 2007) ».

## En Nouvelle-Calédonie
En Nouvelle-Calédonie, un article de synthèse de 2023 énumère 218 échouages entre 1877 et 2022. Les espèces les plus souvent concernées étaient les dugongs, les cachalots, et les dauphins.